# AC Diomidis Argous
Maillots
L'AC Diomidis Argous (Αθλητικός Όμιλος Διομήδης Άργους) est un club de handball situé à Argos en Grèce. Il évolue en Championnat de Grèce depuis 2003.

## Palmarès
- Championnat de Grèce (2)
  - 2012, 2014
- Coupe Challenge (1)
  - 2011-2012